# Aconitum villosum
Aconitum villosum là một loài thực vật có hoa trong họ Mao lương. Loài này được Rchb. mô tả khoa học đầu tiên năm 1819.